# Lista de geleiras no México

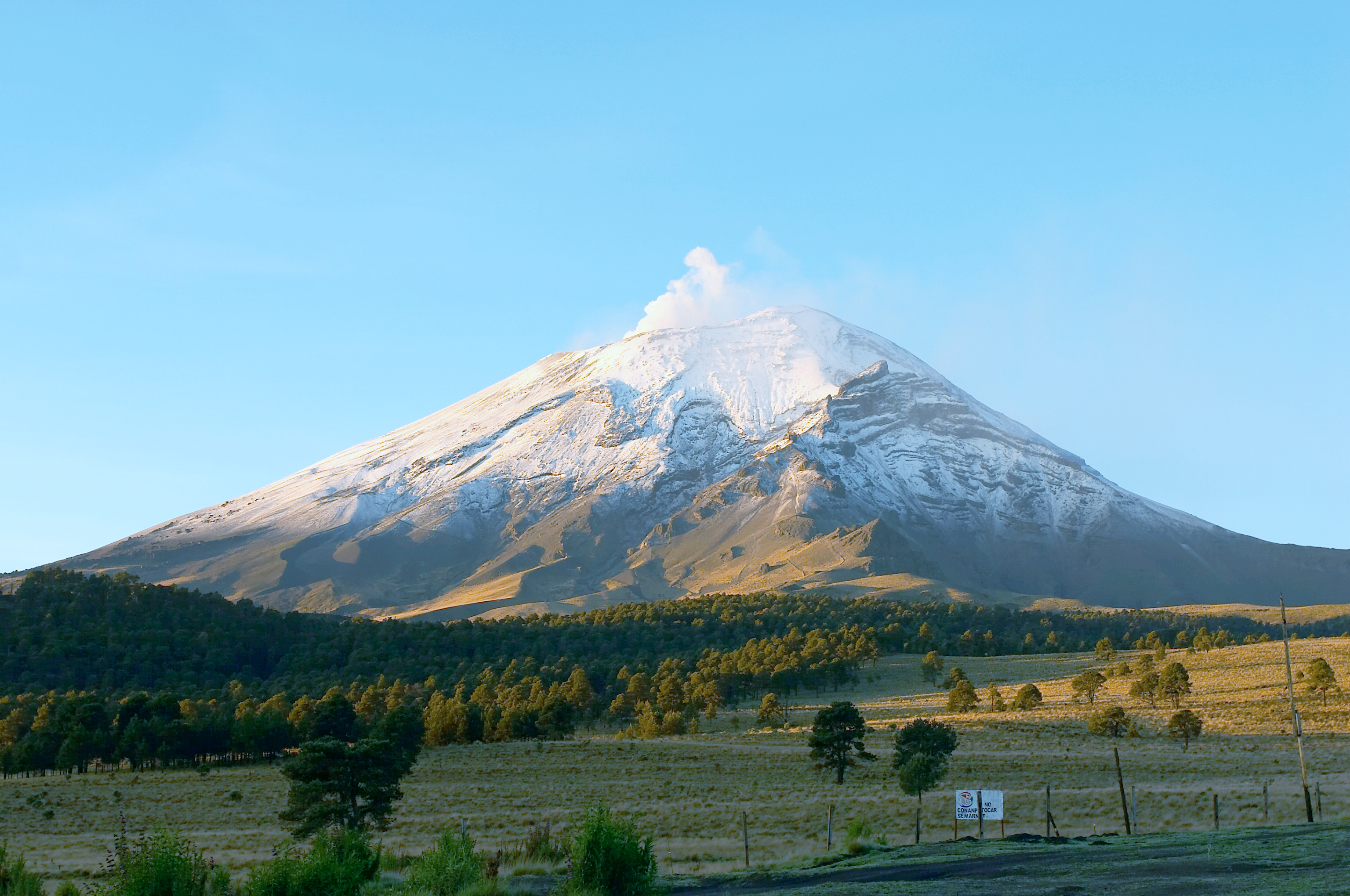
Cinza e neve no Popocatépetl, no México.

Esta é uma lista de geleiras no México.

## Puebla/Estado do México
Popocatépetl
- Geleira Norte

Iztaccíhuatl
- Ayoloco
- Geleiras Orientales
- Geleira de las Rodillas

## Veracruz
Citlaltépetl
- Geleira Este
- Jamapa